# Odontomyia guizhouensis
Odontomyia guizhouensis är en tvåvingeart som beskrevs av Yang 1995. Odontomyia guizhouensis ingår i släktet Odontomyia och familjen vapenflugor. Inga underarter finns listade i Catalogue of Life.